# Hårek av Tjøtta

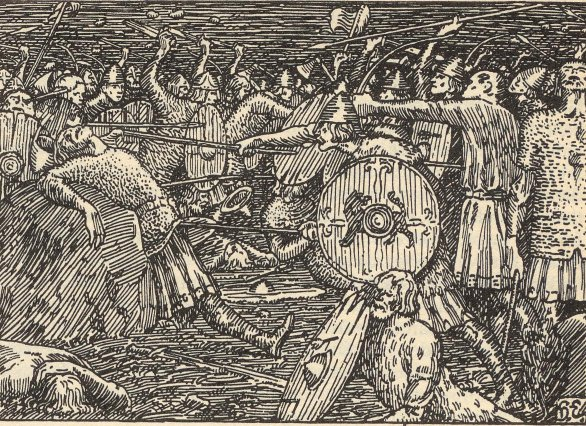
Muerte de Olaf II en la batalla de Stiklestad

Harek Eyvindsson más conocido como Hårek av Tjøtta (idioma noruego: Hårek Øyvindsson av Tjøtta; nórdico antiguo: Hárekr ór Þjóttu, n. 988 en Alstahaug, m. 1040) fue un caudillo vikingo de Tjøtta, Helgeland, Noruega. Hijo del escaldo Eyvindr Finnsson skáldaspillir, bóndi en Tjøttagodset. Harek se hizo cargo de la granja, amplió su patrimonio con propiedades adyacentes y fue uno de los más ricos del área con derecho a cobrar impuestos. 
Hårek fue un influyente lendmann del séquito de Olaf I de Noruega y luego de Olaf II el Santo. Sin embargo, por desacuerdos sobre compensaciones posicionó a Hårek con el opositor Thorir Hund, y evitó la visita real de Olaf II al norte en 996, que no se pudo realizar hasta 999 con motivo del bautizo de Hårek. 
El escaldo islandés Snorri Sturluson le menciona expresamente como parte implicada en una trifulca con la familia Grankjellson de Dønnesgodset en relación con un derecho de aprovechamiento de bienes preciados en la costa de Helgeland. En la primavera de 1027 Hårek envía una expedición comercial, pero muchos hombres perdieron la vida y las capturas en el ataque del propietario Grankjel y su hijo Åsmund Grankjellson, en su camino de regreso. Al año siguiente, una expedición de venganza quemó las propiedades de los Grankjellson y el patriarca fue asesinado.
En 1026, se unió a las fuerzas de Canuto el Grande cuando derrocaron a Olaf y fue elegido representante del rey danés en Noruega junto a Thorir Hund.
Hårek av Tjøtta fue uno de los caudillos tradicionales que defendían el sistema imperante de reinos autónomos y el Thing, la asamblea de hombres libres típico de los países escandinavos, contra los reformistas del feudalismo de Harald I de Noruega, encabezando la rebelión que desembocó en la caída y muerte del rey Olaf II el Santo en la batalla de Stiklestad en 1030. Durante una visita del rey Magnus I de Noruega al sur, seis años más tarde, Åsmund Grankjellson vengó la muerte de su padre matando a Hårek de un hachazo.

## Herencia
Casó con una doncella llamada Ragnhild Arnesdatter (n. 994), hija de Arne Arnmodsson de la dinastía Arnmødinge. De esa relación nacieron tres hijos: 
- Einar fluga Hareksson (n. 1020), lendmann;
- Sveinn Hareksson (n. 1023);
- Finn Hareksson (n. 1025).[6] Finn sería el padre de Håkon Finnsson (n. 1073), y por lo tanto abuelo de Ulfhild Håkonsdotter, esposa de Inge II de Suecia,[7] a la muerte de Inge se comprometió y casó con Nicolás I de Dinamarca y vivió con él hasta su muerte; casó por tercera y última vez con Sverker I de Suecia.